# بيزلي (رينفروشاير)
بيزلي (/ˈpeɪzli/ PAYZ-lee؛ بالإسكتلندية: Paisley؛ بالغيلية الإسكتلندية: Pàislig ‎[ˈpʰaːʃlɪkʲ]‏) هي مدينة كبيرة تقع في غرب وسط الأراضي المنخفضة في اسكتلندا. تقع المدينة شمال جلينيفر بريس، وتحدها مدينة غلاسكو من الشرق، وتمتد على ضفاف مياه العربة البيضاء، أحد روافد نهر كلايد.